# Shannon Smith
Shannon Smith, née le 28 septembre 1961 à Vancouver, est une nageuse canadienne.

## Biographie
Aux Jeux olympiques d'été de 1976 à Montréal, Shannon Smith remporte la médaille de bronze à l'issue de la finale du 400m nage libre.